# Rolando Díaz
Rolando Díaz (l'Havana, 13 d'agost de 1947) és un director de cinema i guionista cubà. Una gran part de la seva obra està lligada al Noticiari ICAIC Llatinoamericà i a l'auge del documental cubà durant els anys vuitanta a l'ICAIC (Institut Cubà de l'Art i Indústria Cinematogràfics). Va debutar com a director en el llargmetratge de ficció Los pájaros tirándole a la escopeta.

## Estudis
Es va graduar en la Universitat de l'Havana com a llicenciat en Estudis Cubans.

## Treball
Va començar a treballar el 1969 com microfonista en el Departament de So de l'ICAIC.
Des de 1977 es va vincular a l'oficina del Noticiari ICAIC Llatinoamericà, sota la tutela de Santiago Álvarez Román (1919-1998).
Va tenir com a companys als cineastes Fernando Pérez Valdés (1944-) i Daniel Díaz Torres.
En qualitat de realitzador, va dirigir més de 80 edicions.
El 1984 va fer el seu primer llargmetratge de ficció, la popular comèdia Los pájaros tirándole a la escopeta.
Des de 1994 resideix en les illes Canàries, on exerceix com a professor de l'Escola d'Actors de Canàries.
També imparteix classes a l'Escola de Formació de Guionistes de la Fundació de Recerques de l'Audiovisual, amb seu en València.
En 2003 va ser director del Curs Internacional de Cinema, organitzat per la Universitat Internacional Menéndez Pelayo, titulat «Diàlegs sobre l'audiovisual: des del guió fins al mercat».
Treballa com a director adjunt del Festival Internacional de Documentals Miradas Doc i com a codirector del Laboratori d'Escriptura de Guions (LEAC) del Govern de Canàries.

## Filmografia[3]
- 1976: La respuesta del pueblo (documental, 10 min).
- 1977: En el tiempo preciso (documental, 15 min).
- 1977: Festival Nacional de la Juventud y los Estudiantes (documental, 10 min).
- 1977: Momentos del Cardín (documental, 11 min).
- 1978: Medellín min78 (documental, 18 min).
- 1978: 45 días (documental, 18 min).
- 1979: Encuentro en Cozumel (documental, 10 min).
- 1979: Redonda y viene en caja cuadrada (documental, 10 min).
- 1979: Panamá quererte (documental, 19 min).
- 1980: Quincho Barrilete (documental, 14 min).
- 1981: Controversia (documental, 14 min).
- 1981: No van lejos los de alante... si los de atrás corren bien (documental, 8 min).
- 1981: Tu gigantesco paso de millones (documental, 14 min).
- 1982: Del uno al diez (documental, 20 min).
- 1982: Para gusto se han hecho los colores (documental, 10 min).
- 1984: Los pájaros tirándole a la escopeta (llargmetratge de ficció).
- 1985: En tres y dos (ficció).
- 1987: Emilio Varela vs. Camelia la Texana (documental).
- 1989: La vida en rosa (ficció).
- 1993: El largo viaje de Rústico (documental); nominat als premis Goya.[6]
- 1995: Melodrama (ficción); seleccionada per a la Berlinale (Fòrum) el 1999 i pel Festival de Cinema de Toronto; va ser exhibida al Lincoln Center (de Nova York).[6] El 1997 es va exhibir comercialment a Zuric (Suïssa).[7]
- 1998: Si me comprendieras (documental llargmetratge); seleccionada per a la Berlinale (Fòrum) el 1999 i pel Festival de Cinema de Toronto; el gener de 2000 va ser exhibida al Lincoln Center (de Nova York).[6]
- 2004: Cercanía (llargmetratge de ficció).
- 2007: La vida según Ofelia (llargmetratge còmic de ficció),[6] amb Saida Santana i Carlos Cruz.[5] Fou exhibida a Miami (Estats Units) dos mesos després d'exhibir-se a Cuba.[5]
- 2007: Actrices, actores, exilio (documental).
- 2010: Puzzle.[5]
- 2013: Los caminos de Aissa (docudrama).[8]

## Premis i reconeixements
45 días
- 1978: Primer Esment (documental). Secció de Cinema. Concurs Vint-i-sis de Juliol de la Unió de Periodistes de Cuba (UPEC), en l'Havana (Cuba).
- 1979: Diploma d'Honor, en el XVI Festival Internacional de Cinema de Curtmetratge, Cracòvia (Polònia).

Las parrandas
- 1979: Premi Catalina de Bronze, en el Festival Internacional de Cinema de Cartagena (Colòmbia)

Noticiero ICAIC Latinoamericano n.º 945
- 1979: Menció Especial de la Selecció Anual de la Crítica, a L'Havana (Cuba).

Redonda y viene en caja cuadrada
- 1979: Premio Caracol de So a José León i Héctor Cabrera. Concurs de la Secció de Ràdio, Cinema i TV de la UNEAC; a l'Havana (Cuba).
- 1979: seleccionat entre els films més significatius exhibits el 1979. Selecció Anual de la Crítica. l'Havana (Cuba).
- 1980: és seleccionat ―en una enquesta de la Crítica Nacional (Cuba)― entre els deu millors documentals cubans de tots els temps.[4]

Panamá quererte
- 1981: Seleccionat entre els curtmetratges més significatius exhibits el 1981. Selecció Anual de la Crítica. l'Havana (Cuba).
- 1982: Seleccionat entre els curtmetratges més significatius exhibits el 1982. Selecció Anual de la Crítica. l'Havana (Cuba)

Los pájaros tirándole a la escopeta
- 1984: Tercer Premi Coral. VI Festival Internacional del Nou Cinema Llatinoamericà; a L'Havana (Cuba).
- 1984: Gran Premi del Jurat al Festival de Cinema de Benalmádena.[7]
- 1984: Primer Premi Catalina d'Or al millor film, premi al millor guió, premi al millor actor (Alberto Pujols), premi especial d'actuació (Silvia Planas); en el XXIV Festival Internacional de Cinema de Cartagena d'Índies (Colòmbia).
- 1984: Film de Mèrit en el Festival de Cinema de Londres.[5]

Melodrama
- 1995: Premi UCCA en el Festival Internacional del Nou Cinema Llatinoamericà, a l'Havana (Cuba).[7]
- 1994: Premi de la Fundació Arci Nova (ex aequo) amb seu a Roma (Itàlia).[7]
- 1994: Segon Premi del Públic (l'Havana), entre més de quaranta filmis concursants.[7]

Si me comprendieras
- 1998: Esment Especial en el XX Festival Internacional del Nou Cinema Llatinoamericà; a l'Havana (Cuba).
- 1999: va ser projectada en més de quinze festivals internacionals de cinema com els de Berlín, Toronto, Amsterdam, Múnic i Sarajevo.[7]
- 2000: L'Expo Mundial Hannover la va seleccionar com una de les pel·lícules llatinoamericanes més destacades dels anys noranta.[5]
- 2000: Film de Mèrit, atorgada pel Latin American Studies Association (a Nova York).[7]

El largo viaje de Rústico (primera coproducción entre las islas Canarias y Cuba).
- 1994: nominat als premio Goya.[5]
- 1993: premi Danzante de Plata al Millor Documental al Festival Internacional de Cinema d'Osca.[5]